# Противокумулятивный экран

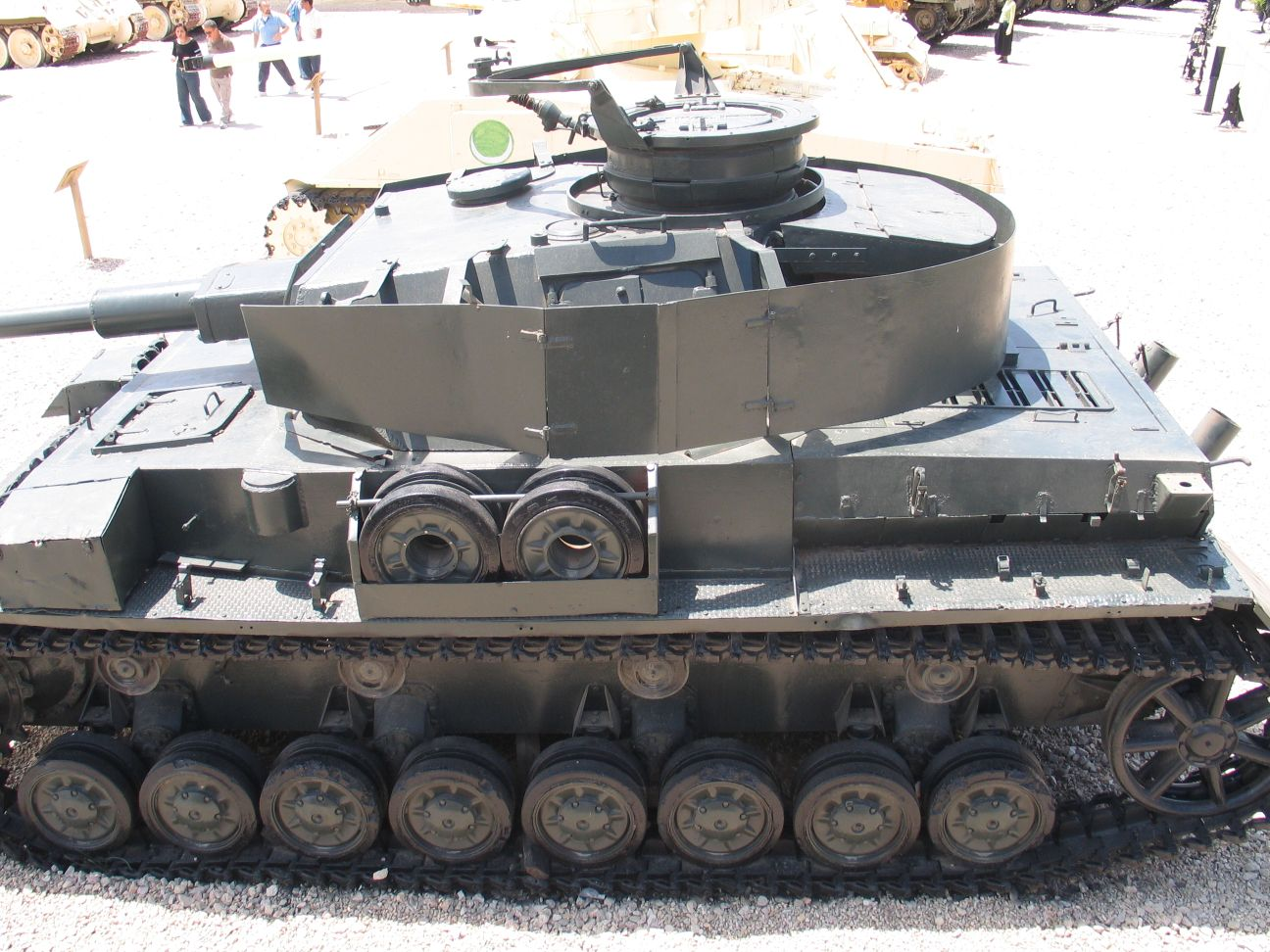
Противокумулятивный цельнометаллический экран установленный на башне танка PzKpfw IVG

В немалой степени под впечатлением от немецких экранов, для защиты от «фаустпатронов» («Фаустпатрон», «Панцерфауст», «Панцершрек» и т. п.) в 1945 году советские танкисты самостоятельно в полевых условиях начали также экранировать свои танки. Экраны изготавливались кустарно из листов жести или листового железа и устанавливались на танки непосредственно в войсках, боевую эффективность серьёзно не проверяли. В дальнейшем на танки начали устанавливать специальные сетчатые экраны фабричного производства, ошибочно принимаемые на Западе за панцирные кровати из-за внешнего сходства. Широкого применения противокумулятивные экраны тогда не нашли, так как по результатам советских испытаний 1945 года показали себя неэффективными против последних версий фаустпатронов: с типичных дистанций городского боя броня всё равно пробивалась — кинетической энергии летящего боеприпаса было достаточного для разрыва экрана, а диаметр пробоины лишь незначительно увеличивался.
Американская промышленность таких экранов и вовсе не выпускала вплоть до самого конца войны, а американские танкисты массово защищали свои боевые машины, навешивая запасные траки, брёвна и мешки с песком, хотя эффективность их против фаустпатронов была также весьма спорной.

В послевоенный период наибольшее распространение получили листовые экраны из армированной резины и решётчатые экраны. На отечественных танках широко применяются бортовые экраны со встроенной динамической защитой. Все эти конструкции испытываются, и их применение вполне оправданно, особенно в комплексе с динамической и активной защитой. Тем не менее в локальных конфликтах регулярно появляются «самопальные» экраны из листового железа, сетчатые экраны, обвешивание покрышками, мешками с песком, и т. п. Такие кустарные конструкции, как правило, против современных боеприпасов имеют крайне малую эффективность.

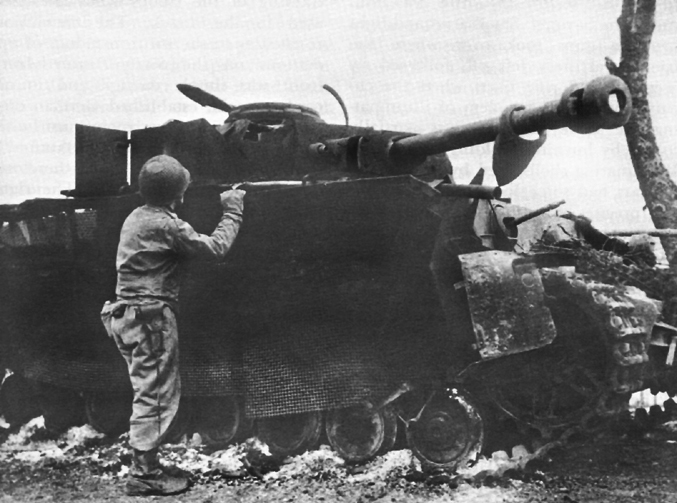
Противокумулятивный цельнометаллический экран «BAZOOKA PANTS» на танке PzKpfw IVH
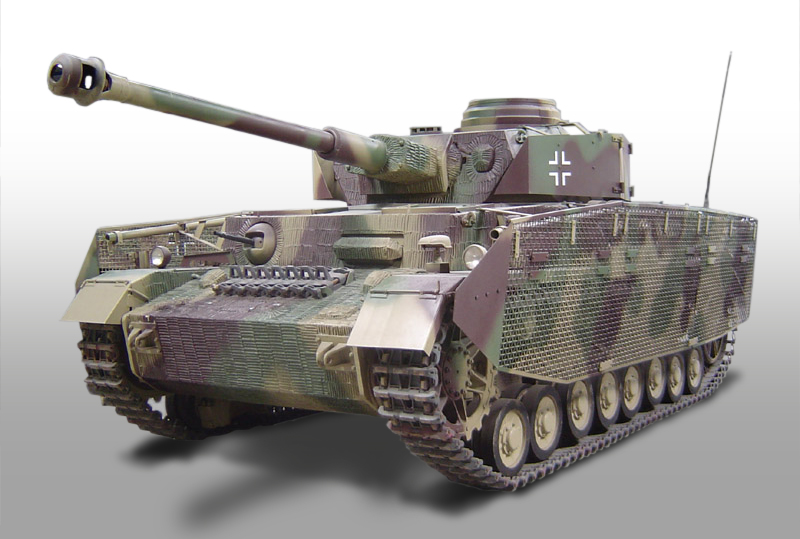
Противокумулятивный сетчатый экран «BAZOOKA PANTS» на танке PzKpfw IVJ
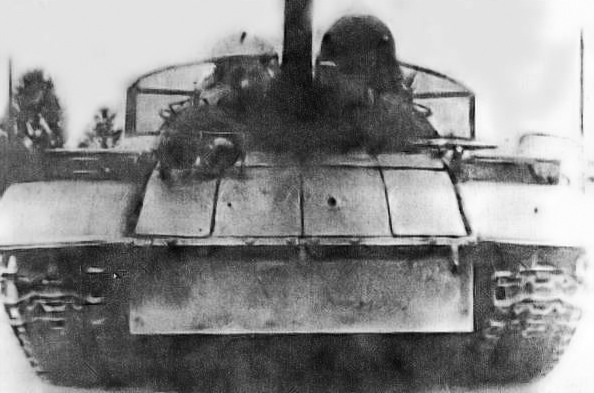
Противокумулятивные экраны на Т-54, защищающие верх танка (модернизированная версия танка в Польше)

## Принцип действия противокумулятивных экранов и борьба с ними
Вопреки городским легендам, большинство современных противокумулятивных экранов построены не на принципе преждевременного срабатывания кумулятивного заряда и «расфокусировки» кумулятивной струи, а на принципе разрушения кумулятивной воронки боеприпаса. Смысл заключается в том, что профессионально созданные противокумулятивные экраны из полос высокопрочной стали разрезают на части кумулятивную воронку боеприпасов класса РПГ-7; при этом сильно ослабляется кумулятивный эффект. Во многих случаях старые боеприпасы класса РПГ-7 не способны произвести детонирование, так как оборудованы пьезоэлектрическими взрывателями, рассчитанными на удар в вертикальную поверхность. Если ударный взрыватель оказывается между пластинами экрана, то он не может сработать. Дополнительным недостатком ударных и некоторых ударно-инерционных взрывателей является то, что они соединены проводами с донным детонатором в кумулятивной воронке, которые могут быть разрезаны полосами противокумулятивного экрана, и взрыватель не сможет активировать детонатор. Вероятность разрушения старой кумулятивной гранаты класса РПГ-7 качественно созданным противокумулятивным экраном составляет около 50 %-60 %.
Для борьбы с противокумулятивными экранами современные ручные противотанковые гранаты, в том числе новые ракеты для РПГ-7, используют высокочувствительные инерционные взрыватели. Граната (до того как противокумулятивный экран смог нанести ей повреждения) инициализирует подрыв кумулятивного боеприпаса, реагируя на факт прекращения полета ракеты, поэтому противокумулятивный экран не способен оказать существенного защитного эффекта.
Теоретическая пробивная способность кумулятивных снарядов пропорциональна длине кумулятивной струи и квадратному корню отношения плотности облицовки воронки к плотности брони. Практическая глубина проникновения кумулятивной струи в монолитную броню у первых кумулятивных боеприпасов варьировалась в диапазоне от 1,5 до 4 калибров, а у современных составляет около 7 калибров — до 710 мм для самых мощных надкалиберных боеприпасов для РПГ-7. Таким образом, эффекта от преждевременной детонации кумулятивного боеприпаса на расстоянии меньше 70 сантиметров от тонкой бортовой брони БТР и БМП не будет. Следует также учитывать, что начавшая расфокусировку кумулятивная струя все равно сохраняет существенную бронепробиваемость, поэтому противокумулятивные экраны построены на принципе подрыва кумулятивной гранаты на большом расстоянии от брони (как правило, используют расстояние около 1,6 метра). Из-за такого большого разноса в пространстве используются сетчатые экраны.
В первых версиях противокумулятивных защит сетчатые экраны использовались широко из-за низкого качества первого поколения кумулятивных боеприпасов и малой длины кумулятивной струи. С увеличение практической бронепробиваемости тонкой бортовой брони БТР/БМП до 1,5 метра и более сетчатые экраны потребовали очень высокого разнесения, поэтому теперь сетчатые экраны построенные на принципе удаления места взрыва от основной брони на практике используются редко, так как требования к большому разносу экрана затрудняет движение бронемашины по дорогам делая её ширину намного больше дорожной полосы и велика вероятность срыва легких экранов от предметов на местности при движении по бездорожью. Дополнительным преимуществом противокумулятивных экранов из полос бронестали является то, что они также повышают защиту тонкой бортовой брони БТР/БМП, которая обычно пробивается из крупнокалиберных пулеметов и даже снайперских винтовок бронебойно-зажигательными пулями с большой дистанции. При попадании пули по нисходящей траектории в полосу бронестали экрана, как правило, снижается вероятность пробития основной брони.

Следует отметить, что кустарно изготовленные противокумулятивные экраны из низкокачественной стали неспособной разрезать металлический оголовок гранаты или же с использование сетки-рабицы на небольшом расстоянии от брони имеют крайне низкие защитные свойства. Более того, изготовленный кустарно противокумулятивный экран может увеличить убойную силу ручного противотанкого гранатомета, так как десант пехоты в БТР, БМП поражается не самой тонкой кумулятивной струёй, а отрываемыми осколками и каплями самой брони. Частично расфокусированная кумулятивная струя имеет большую площадь контакта с бронёй, отрывает от неё больше осколков и имеет большую убойную силу для десанта пехоты в бронемашине.

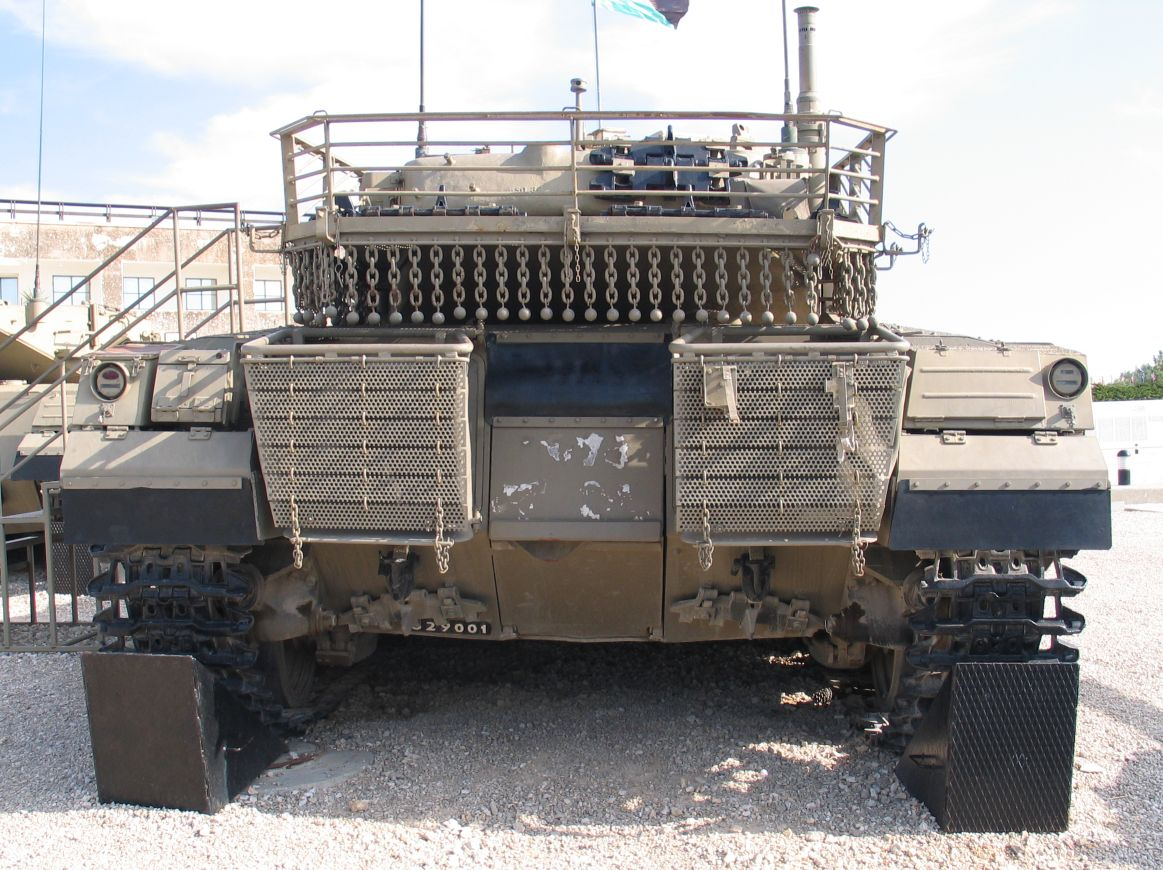
Цепи и корзины, подвешенные сзади на танке «Меркава»
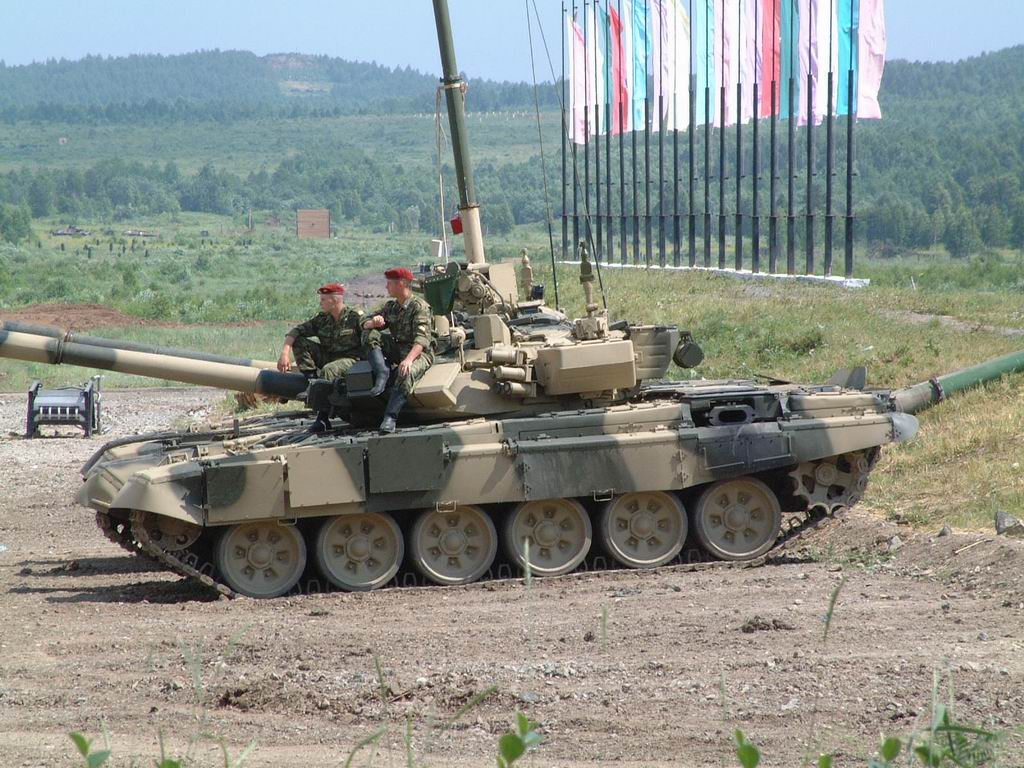
Резиновый экран на Т-90, усиленный в передней части элементами динамической защиты «Контакт-5»
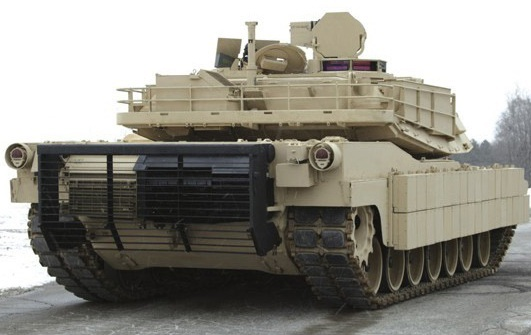
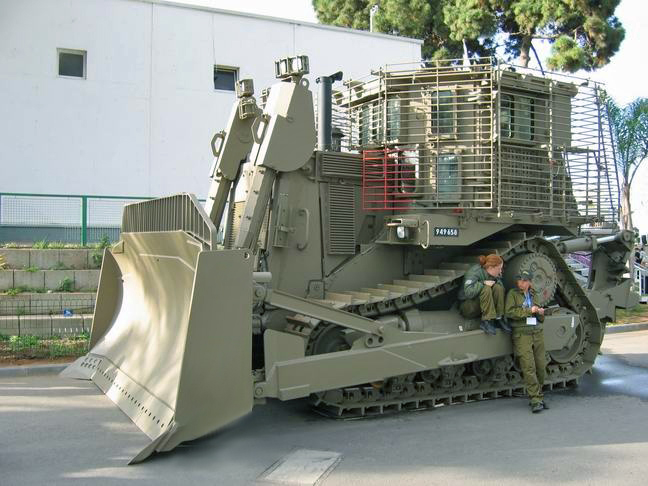
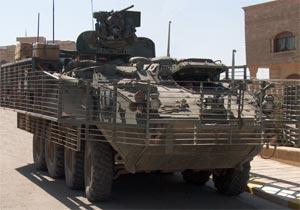

## Примеры использования
В послевоенный период наибольшее распространение получили листовые экраны из армированной резины и решётчатые экраны — они деформируют корпус гранаты и кумулятивную воронку. Стоит отметить оригинальные решения применяемые на израильских танках «Меркава 2»: помимо обычных резиновых листов, в качестве противокумулятивных экранов служат стальные цепи с шарами под кормой башни и корзины для имущества, размещённые на задней части корпуса, а также навешиваемые вдоль бортов танка ящики с песком.
В настоящее время конструкторы стараются интегрировать этот элемент защиты в корпус бронетехники. Например, в современных российских танках, помимо многослойной разнесённой брони, противокумулятивными экранами служат резинотканевые бортики, защищающие подвеску и борта, а также топливные баки на надгусеничных полках. Также на отечественных танках широко применяются жёсткие бортовые экраны с элементами встроенной динамической защиты. Решетчатые противокумулятивные экраны устанавливаются на БМПТ (боевую машину поддержки танков). Полноценная защита противокумулятивными экранами бортов и гусениц боевых машин применяется в таких современных танках, как Т-90М, Т-14, Т-84У, «Леклерк». Такая защита позволяет с высокой вероятностью противостоять попаданиям кумулятивных снарядов (особенно при попадании под углом) и защищает гусеницы от огня крупнокалиберных пулемётов (например, от КПВ).
В конце 2021 года были замечены российские танки с установленной сверху импровизированной решетчатой защитной конструкцией («клеткой»), которая стала ироническим мемом в англоязычных соцсетях. Эти конструкции, скорее всего, были установлены с целью уменьшить опасность от поражения противотанковыми ракетами, атакующими с верхней полусферы, такими как FGM-148 Javelin, NLAW и других боеприпасов для атаки сверху. Высказывалось мнение, что они имеют низкую эффективность защиты или же предназначены для защиты от небольших самодельных бомб, выпущенных с беспилотника.

В 2023 году «клетки надежды» были замечены на используемом ВСУ британском танке «Challenger 2», вероятнее всего для защиты от дронов-камикадзе, таких как «Ланцет». В октябре, после того как минимум два израильских танка «Merkava Mark IV» были сожжены сбросами с дрона в ходе вторжения ХАМАС в Израиль, множество израильских танков были замечены с импровизированной защитой верхней проекции.

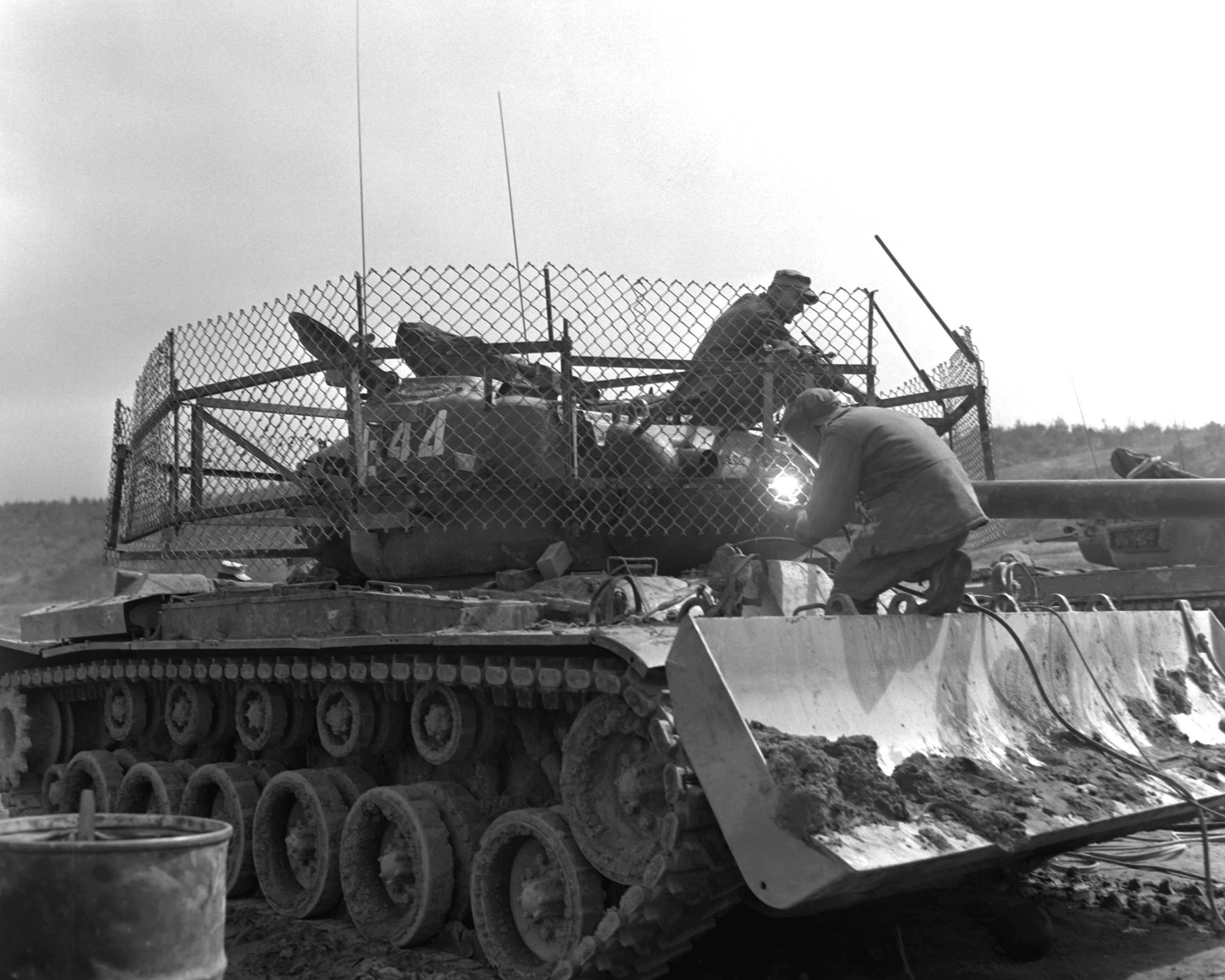
M46 с установленным бульдозерным оборудованием и изготовленным в войсках сетчатым экраном для защиты от РПГ. Корея, 1953 год
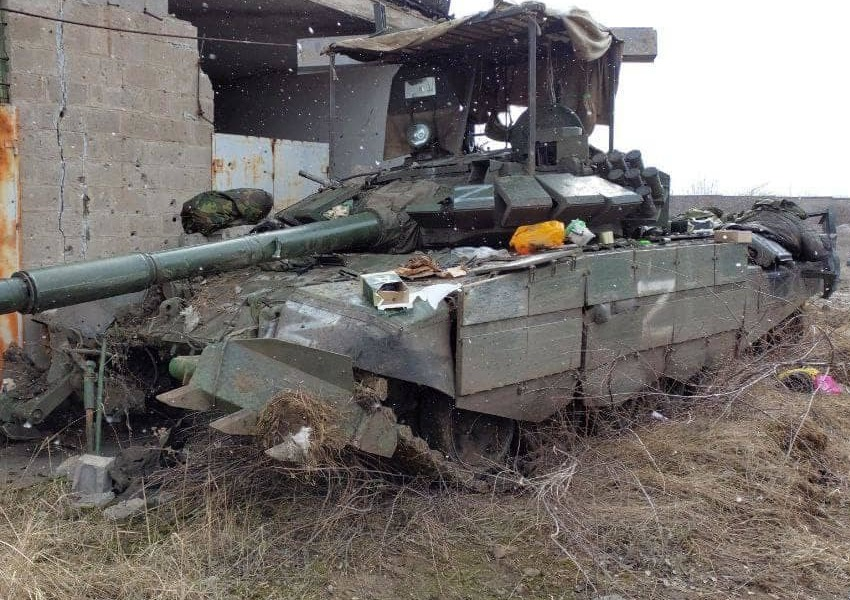
Повреждённый российский танк Т-72Б3М с верхней защитной решёткой (т.н "мангал"[20][21]). Район Мариуполя, 2022 год
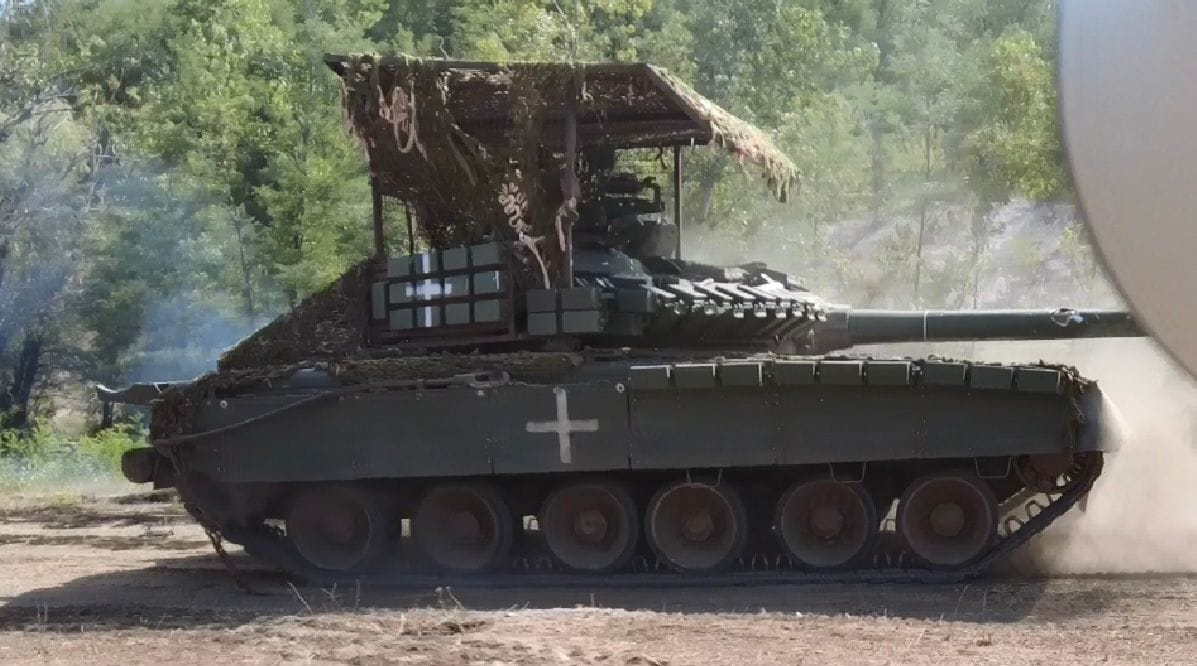
Украинский танк Т-80БВ с верхней защитной решёткой. 2024 год
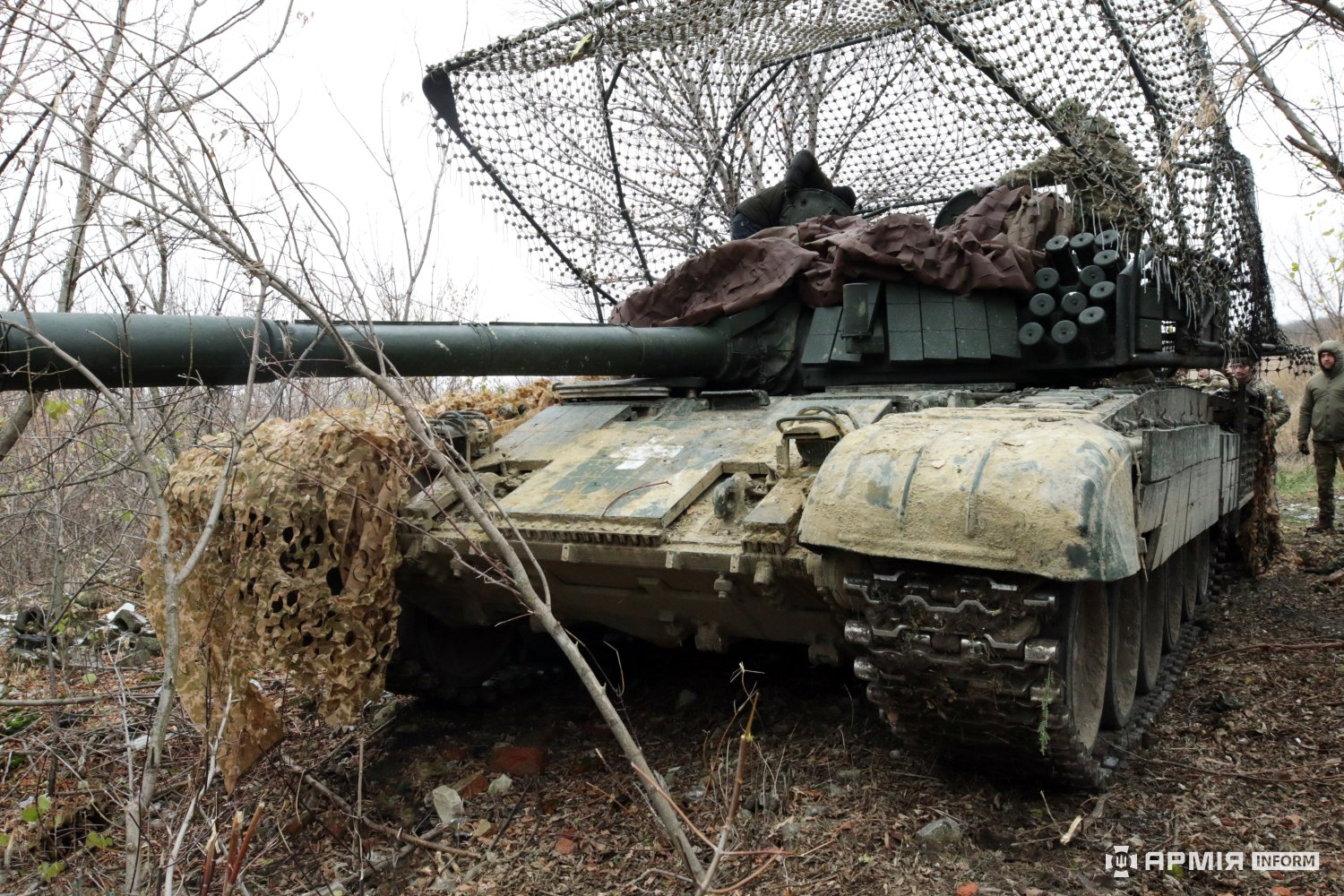
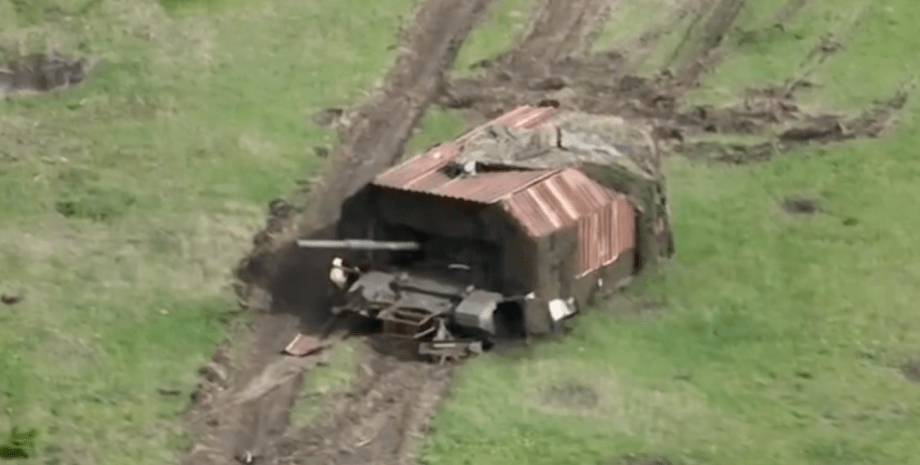
Неопознанный российский танк (т.н. "царь-мангал") полностью покрытый защитными экранами. Украина, 2024 год
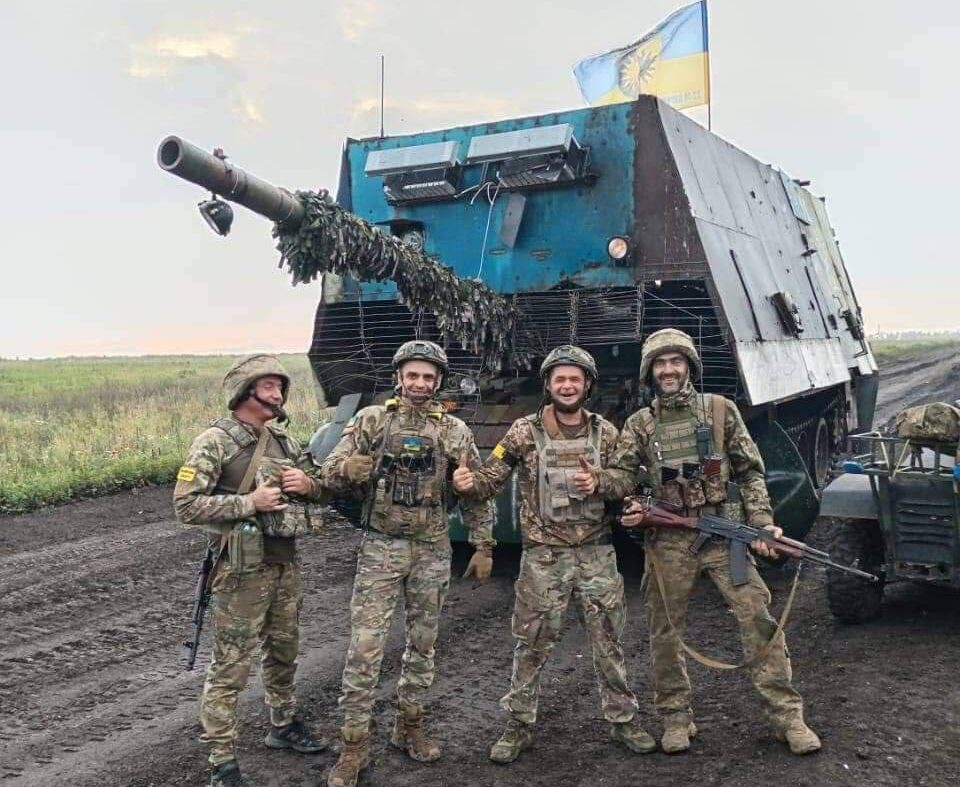
Захваченый российский танк полностью покрытый защитными экранами. Украина, 2024 год

### Комментарии
1. ↑  Разговорное название защитной конструкции «клетка надежды» или «броня эмоциональной поддержки» (англ. cope cage)